# بسرة بنت غزوان
بُسْرة بنت غَزْوان، هي أخت الصحابي عتبة بن غزوان المازني أمير البصرة، وقيل هي زوجة أبي هريرة. جاء في الحلية بسندٍ صحيح أن أبا هريرة كان يعمل عندها أجيرا بطعام بطنه على عهد النبي محمد ثم تزوجها بعد ذلك لما كان مروان يستخلفه في إمرة المدينة.
قال ابن حجر العسقلاني: «التي كان أبو هريرة أجيرها ثم تزوجها. وما رأيت أحدا ذكرها، كذا في التجريد. قلت: هي أخت عتبة بن غزوان المازني الصحابي المشهور، أمير البصرة. وقصة أبي هريرة معها صحيحة، وكانت قد استأجرته في العهد النبوي، ثم تزوجها بعد ذلك لما كان مروان يستخلفه في إمرة المدينة».